# (3847) Šindel
(3847) Šindel – planetoida z pasa głównego asteroid okrążająca Słońce w ciągu 5 lat i 207 dni w średniej odległości 3,14 j.a. Została odkryta 16 lutego 1982 roku w Obserwatorium Kleť w pobliżu Czeskich Budziejowic przez Antonína Mrkosa. Nazwa planetoidy pochodzi od Jana Ondřejova, znanego jako Šindel (ok. 1375 – ok. 1456), średniowiecznego czeskiego astronoma, matematyka, fizyka i profesora akademickiego. Została ona zasugerowana przez Janę Tichą i Miloša Tichego. Przed nadaniem nazwy planetoida nosiła oznaczenie tymczasowe (3847) 1982 DY1.